# UKIRT Infrared Deep Sky Survey
Le UKIRT Infrared Deep Sky Survey (Relevé infrarouge du ciel profond avec UKIRT), en abrégé UKIDSS, est un relevé astronomique réalisé à l'aide de la caméra grand champ WFCAM installée sur le Télescope infrarouge du Royaume-Uni (UKIRT), situé sur le Mauna Kea, à Hawaï. Les observations du relevé ont commencé en 2005.
UKIDSS consiste en cinq relevés couvrant une gamme de superficies et de profondeurs, utilisant diverses combinaisons de cinq filtres proche infrarouge.

## Description
L'UKIDSS, en tant que relevé à grande échelle dans le proche infrarouge, suit 2MASS et anticipe le télescope VISTA dans l'hémisphère sud. Il vise à couvrir 7500 degrés carrés du ciel nordique. Les domaines d’investigation de UKIDSS sont les suivants : « les naines brunes les plus froides et les plus proches, les galaxies à sursauts de formation d'étoiles poussiéreuses à décalage vers le rouge élevé, les galaxies elliptiques et les amas de galaxies avec un décalage vers le rouge entre 1 et 2 ainsi que les quasars aux plus grands décalage vers le rouge, à z = 7 ».
Les données de UKIDSS deviennent disponibles en ligne pour la communauté de l'ESO dès leur entrée dans le WFCAM Science Archive (WSA), puis sont rendues publiques 18 mois plus tard.

## Relevés
Deux des cinq enquêtes UKIDSS sont dirigées vers des cibles galactiques et trois sont optimisées pour des observations extra-galactiques. Les relevés sont décrits ici par ordre décroissant de superficie. Les lettres font référence aux bandes spectrales ; par exemple JHK est une combinaison de filtres proche infrarouge, plus ou moins synonymes de "proche infrarouge".

### UKIRT Large Area Survey (ULAS)
Le UKIRT Large Area Survey (ULAS, Relevé sur une grande surface avec UKIRT), extragalactique, couvre une superficie de 4000 degrés carrés en YJHK jusqu'à une profondeur de K = 18,4. Cette zone a déjà été couverte aux longueurs d’onde optiques par le Sloan Digital Sky Survey. Alors que les hautes latitudes galactiques couvertes par le ULAS le rendent approprié pour l’observation de sources extérieures à la Voie Lactée, le relevé cible également des sources galactiques, intégrant un second passage en J pour mesurer les mouvements propres d'étoiles proches.

### Galactic Plane Survey (GPS)
Le Galactic Plane Survey (GPS, Relevé du plan galactique), galactique, couvre une superficie de 1800 degrés carrés en JHK jusqu'à une profondeur de K = 19,0, avec 300 degrés carrés également couverts par un filtre à bande étroite H2. La motivation du GPS est d’obtenir une vision plus claire du plan galactique qu’il n’est possible aux longueurs d’onde optiques, du fait de l’absorption par de la matière présente dans le disque de la galaxie.

### Galactic Clusters Survey (GCS)
Le Galactic Clusters Survey (GCS, Relevé des amas galactiques), galactique, couvre une zone de 1400 degrés carrés en JHK jusqu'à une profondeur de K = 18,7. La zone est répartie sur dix amas stellaires ouverts dans le but de mesurer la fonction de masse dans divers environnements galactiques.

### Deep Extragalactic Survey (DXS)
Le Deep Extragalactic Survey (DXS, Relevé extragalactique profond), extragalactique, couvre une zone de 35 degrés carrés en JK jusqu’à une profondeur de K = 21,0, 5 degrés carrés étant également imagés en H. Les champs de relevé sont situés à de hautes latitudes galactiques avec une faible extinction et sont choisis pour se superposer à des observations profondes faites à d'autres longueurs d'onde.

### Ultra Deep Survey (UDS)
L'Ultra Deep Survey (UDS, Relevé ultra-profond), extragalactique, couvre une surface de 0,77 degré carré dans le champ XMM-LSS (qui est contenu dans le DXS) en JHK jusqu'à une profondeur de K = 23,0. Il s’agit du relevé proche infrarouge le plus profond jamais réalisé sur une telle zone du ciel, dans le but d’étudier la formation et l’évolution des galaxies au début de l’Univers.

## Remarques
1. ↑  UKIDSS Home Page. Récupéré le 30 avril 2007.